# Hocine Soltani
Pour les articles homonymes, voir Soltani.
Hocine Soltani, né le 27 décembre 1972 à Thenia, wilaya de Boumerdés et mort en 1er mars 2002 à Marseille, est un boxeur algérien, évoluant dans la catégorie des poids plumes puis des poids légers.
Il est médaillé de bronze aux championnats du monde de Sydney en 1991, médaillé de bronze aux Jeux olympiques de Barcelone en 1992 et médaillé d'or aux Jeux africains du Caire en 1991 ainsi qu'aux championnats d'Afrique en 1994, en poids plumes.
Il atteint son apogée avec la médaille d'or aux Jeux olympiques d'Atlanta en 1996, dans la catégorie des poids légers. Il décroche à cette occasion la première et seule médaille d'or de son pays et la deuxième du continent africain en boxe après celle de Robert Wangila en 1988. Auréolé d'un très grand palmarès en amateur, il passe professionnel en 1998 mais après seulement 4 combats, il raccroche les gants. Il meurt assassiné le 1er mars 2002 dans la région de Marseille. Il est le boxeur algérien le plus titré de la boxe.

## Biographie

### Enfance, formation et débuts
Né à Thenia en 1972, il a fait ses études primaires à l'école Mohamed Farhi. Il a été initié à la boxe par son frère aîné Omar, qui avait déjà entraîné plusieurs autres boxeurs.

### Carrière amateur

#### Jeux olympiques d'été de 1992
Il est médaillé de bronze aux Jeux olympiques de Barcelone en 1992 dans la catégorie poids plumes.

#### Jeux olympiques d'été de 1996

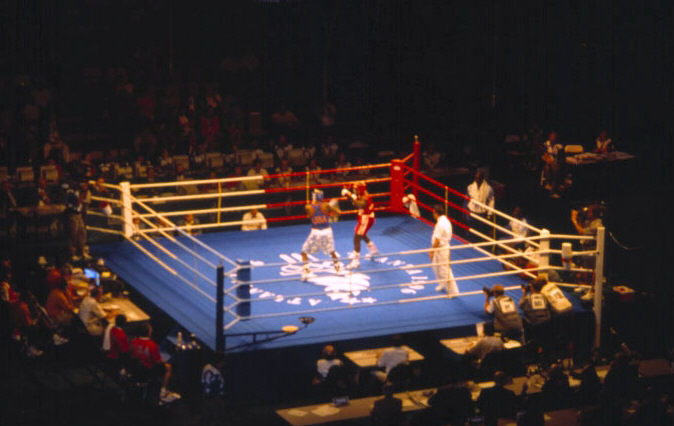
Ring de boxe aux JO d'Atlanta 1996

Il est médaillé d'or aux Jeux olympiques d'Atlanta en 1996 dans la catégorie poids légers. Il décroche à cette occasion la première et la seule médaille d'or de son pays et la deuxième du continent africain en boxe après celle du Kényan Wangila en 1988, en battant en finale le boxeur bulgare Tontcho Tontchev.
À son retour au pays, il fut accueilli comme un héros par la ville de Boudouaou fière de son enfant qui venait d'offrir à l'Algérie et à l'Afrique sa première médaille d'or de boxe aux Jeux olympiques. Pour service rendu à la nation et à sa ville, les autorités de Boudouaou le récompensent en lui donnant des parcelles de terrain et un complexe sportif à son nom au nord de la ville.

### Carrière professionnelle
Il passe professionnel en 1998 et s'exile aux États-Unis pour se perfectionner et s'affuter en se confrontant aux meilleurs. Il met un terme à sa carrière après seulement 4 combats (tous victorieux).

### Mort
Le boxeur vit à Marseille et travaille dans l'import-export de voitures entre l'Algérie et la France. Le 1er mars 2002, il est contacté par un homme au sujet de deux voitures à envoyer en Algérie et part pour discuter de la transaction ; il disparaît ce jour-là sans donner de nouvelles.
En septembre 2004, son corps, dans un état de décomposition avancée, est retrouvé par un chasseur dans une forêt aux alentours de Marseille. Il est rapatrié en Algérie et inhumé dans le cimetière de Berrahmoune à Corso le 17 septembre 2004.
Le journal français L'Équipe consacre dans son édition du 26 juillet 2013, une enquête sur l'affaire de sa disparition puis de la découverte de son corps. La famille d'Hocine Soltan refuse d'abord de croire en sa disparition avant d'obtenir des tests ADN concordants, sa femme, Djamila Soltani et les proches de Soltani, pensant qu'il était parti aux États-Unis ou au Japon. Selon L'Équipe, des rumeurs et des non dits ont entouré la fin de la vie d'Hocine Soltani. L'intermédiaire de la transaction est arrêté peu de temps après la découverte du corps avant d'être condamné en mai 2005 à une peine de 8 ans de prison ferme pour enlèvement suivi de la mort de la victime. Pour l'avocate de la famille de la victime, il n'a pas agi seul mais il a peur de dénoncer ces complices.

### Famille
Son neveu, Mebarek Soltani, s'est également illustré en boxe amateur en remportant la médaille d'or aux jeux méditerranéens et lors des championnats d'Afrique en 2001 dans la catégorie poids mouches.

### Hommages
La famille de Hocine Soltani est honorée, le 27 décembre 2018, à la salle omnisports de Boudouaou, en marge d’un gala international de boxe, organisé en hommage au boxeur. Cet hommage est organisé en présence des responsables de la wilaya, de nombreux invités, de boxeurs et anciens boxeurs, de représentants de la Fédération algérienne de boxe (FAB) et de la Commission olympique algérienne. La mère de Soltani a bénéficié, à l’occasion, de nombreux hommages de la part de représentants officiels de la boxe algérienne et des autorités locales. Plus de 50 boxeurs, issus de 12 ligues de wilaya, ainsi que des boxeurs de la sélection belge, de la sélection algérienne militaire et de l’équipe nationale de la Protection civile ont assuré l’animation de ce gala international, organisé le jour de naissance de Soltani (27 décembre 1972).

## Palmarès
Jeux olympiques
- Jeux olympiques d'Atlanta en 1996 (poids légers, - 60 kg)

- Jeux olympiques de Barcelone en 1992 (poids plumes, - 57 kg)

Championnats du monde
- Championnats du monde de Sydney en 1991 (poids plumes, - 57 kg)
- Quart de finale aux championnats du monde de Tampere en 1993 (poids légers, - 60 kg)
- 1/16 de finale aux championnats du monde de Berlin en 1995 (poids super-légers, - 63,5 kg)

Championnats d'Afrique
- Championnats d'Afrique de Johannesburg en 1994 (poids légers, - 60 kg)
- Tournoi de qualification africain pour les Jeux olympiques d'Atlanta en 1996 (poids super-légers, - 63,5 kg)

Jeux africains
- Jeux africains du Caire en 1991 (poids plumes, - 57 kg)[7].

Jeux méditerranéens
- Jeux méditerranéens de Narbonne en 1993 (poids légers, - 60 kg)

### Tournois internationaux
- Tournoi junior Santa Teresa Gallura 1989, Italie (poids mouches, - 51 kg)
- Tournoi junior Alghero 1990, Italie (poids mouches, - 51 kg)
- Coupe Balaton junior 1990 à Siofok, Hongrie (poids mouches, - 51 kg)
- President's Cup 1994 à Jakarta, Indonésie (poids légers, - 60 kg)
- Tournoi Golden Belt 1994 à Bucarest, Roumanie (poids légers, - 60 kg)
- Trophée de Mestre 1995 (poids super-légers, - 63,5 kg)
- Quart de finale tournoi Giraldo Cordova Cardin 1996 à Camagüey, Cuba (poids super-légers, - 63,5 kg)
- Quart de finale tournoi Giraldo Cordova Cardin 1994 à Cienfuegos, Cuba (poids légers, - 60 kg)